# Michal Breznaník
Michal Breznaník (Revúca, 16 dicembre 1985) è un calciatore slovacco, centrocampista del Baník Kalinovo.

## Palmarès

### Club

#### Competizioni nazionali
- Campionato ceco: 1

Slovan Liberec: 2011-2012
- Coppa della Repubblica Ceca: 1

Slovan Liberec: 2014-2015
- Supercoppa della Repubblica Ceca: 1

Sparta Praga: 2014